# Groß-Zimmern
Groß-Zimmern település Németországban, Hessen tartományban. Lakosainak száma 14 859 fő (2023. december 31.). Groß-Zimmern Messel, Dieburg, Groß-Umstadt, Otzberg, Reinheim, Roßdorf (bei Darmstadt) és Darmstadt községekkel határos.

## Népesség
A település népességének változása:
| Lakosok száma | 14 388 | 14 564 | 14 691 | 14 687 | 14 859 |
|               | 2017   | 2019   | 2021   | 2022   | 2023   |